# 大叶乌鸦果
大叶乌鸦果（学名：Vaccinium fragile var. mekongense）为杜鹃花科越桔属下的一个变种。

## 扩展阅读
- 維基物種上的相關：大叶乌鸦果